# Bítovští ze Slavíkovic

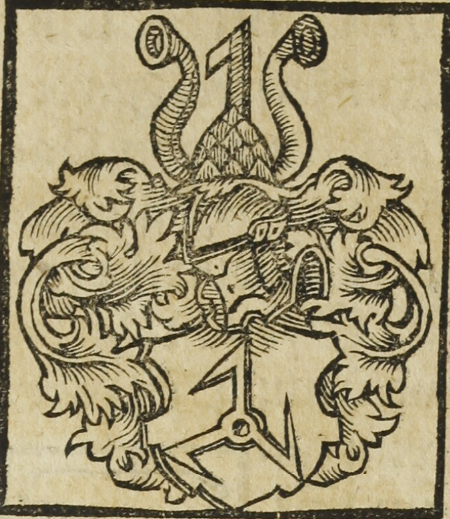
Rodový erb (J. Willenberg, 1593)

Bítovští ze Slavíkovic je starý vladycký moravský rod, který psal své jméno podle vsi Slavíkovice v okrese Třebíč. Slavíkovice jsou v pramenech poprvé zmiňovány v roce 1350 v souvislost se jménem Bernarda ze Slavíkovic.

## Bítovští
Kromě Bítovských ze Slavíkovic existovaly další rodiny, jež se zvaly Bítovští. Jedna z nich pocházela z Čech a rovněž se psala z Bítova a další moravské rody Bítovských z Bítova a Bítovských z Lichtemburka. Přes shodu jmen však nebyli příbuzensky spojeni.

## Bítovští ze Slavíkovic
Dále prameny zmiňují další členy rodu: Jan Bítovský ze S. (1352), Hostěj Bítovský ze S. (s dcerami Budkou a Eliškou), Vilém Bítovský ze S. († 1399) (se syny Bernardem, Vilémem a Štěpánem), Štěpán Bítovský ze S. (1444) a Michal Bítovský ze S. (1480). V roce 1574 koupil ves a tvrz Slavíkovice, společně s Trpičovicemi, Lhoticemi a polovinou pustých Račic Jindřich Václav Krajíř z Krajku.
Další stopa rodu se objevuje kolem r. 1450, kdy Hynek z Rokytnice daroval ves Doubravici (5 km JV od Mohelnice) se statkem a dalšími majetky Janu Bítovskému ze Slavíkovic, který měl za manželku Kunku z Loděnic (Horní Loděnice) a jenž se stal zakladatelem větve Bítovských ze Slavíkovic na Doubravici. Ves i pozdější tvrz zůstala od té doby v majetku rodu. Doubravici poté drželi (1538–1547) Václav Záviš, zvaný starší Bítovský(† 1553), kolem r. 1557 Jan Záviš Bítovský ze S., kolem r. 1594 Jáchym Bítovský ze S. a od roku 1600 Zikmund Bítovský ze S.. Anna ze Zástřizl, rozená Bítovská ze Slavíkovic poté prodala doubravické panství v roce 1624.
Synem Jana Bítovského byl Erazim Bítovský ze Slavíkovic na Bílé Lhotě, jenž měl za manželku Kateřinu z Oprostovic. Z tohoto manželství vzešel syn Záviš Bítovský na Bílé Lhotě (v l. 1504–1512 byl sudím a komorníkem menšího práva olomouckého). Jeho první ženou byla Ludmila z Lilče, druhou Markéta z Počernic a z obojího manželství měl dva syny:
1. Michal Bítovský na Doubravici a Bílé Lhotě (připomínaný r. 1531), jehož manželkou byla Apolena ze Žeravic a z tohoto svazku vzešel syn Erazim.
2. Václav Záviš Bítovský (později na Doubravici), jenž měl za manželku Elišku ze Zástřizl a s níž měl čtyři syny: Jana Záviše, Hynka, Viléma a Václava zvaného staršího. Eliška Václava Záviše přežila a zemřela r. 1568.

Jan Záviš Bítovský měl v držení Doubravici a Bílou Lhotu a s manželkou Kunkou Kobylkovou z Kobylího měl syna Václava, zvaného mladší Bítovský ze Slavíkovic, na Bílé Lhotě a Střílkách.
Hynek Bítovský ze Slavíkovic na Krakovci, měl ze všech čtyř synů největší rodinu. Byl dvakrát ženatý. Poprvé s Kateřinou Cedlarkou z Hofu a podruhé s Barborou Zoubkovou. Z těchto svazků vzešli čtyři synové:
1. Jáchym Bítovský ze Slavíkovic, jenž od r. 1594 sídlil na Doubravici
2. Sigmund Bítovský ze Slavíkovic, který se oženil s Kateřinou z Pavlova (1600)
3. Václav Bítovský ze Slavíkovic
4. Jan Bítovský ze Slavíkovic

Vilém měl v držbě Louky a Malenovice a s manželkou Marianou Křineckou měl jedinou dceru Annu. Ta byla poprvé provdána za Adama Jiřího Prakšického ze Zástřizl a podruhé za Kryštofa ze Švábenic.
Václav starší Bítovský ze Slavíkovic dlel na Doubravici a tam také r. 1582 zemřel.

### Další členové rodu
- Bohuslav Bítovský ze Slavíkovic držel lénem arcibiskupské Prakšice a dům v Olomouci r. 1620, když se proti Ferdinandovi II. vzbouřili stavové. Zemřel r. 1622 a jeho synovi Václavu Bítovskému ze Slavíkovic byly zděděné otcovské statky zkonfiskovány.
- Erazim Bítovský ze Slavíkovic koupil r. 1465 statek Bílá Lhota (Olomoucký kraj) a jeho synové prodali tento statek a ves Slavětín r. 1526 Jiřímu Haveřovi z Vážan. Po jeho synech přešel statek r. 1538 zpět na rodinu Bítovských ze Slavíkovic, v jejímž vlastnictví zůstal do roku 1592.
- Michal Záviš z Bítova získal r. 1539 statek Krakovec a r. 1547 Vilémov. Jeho syn Erazim Bítovský ze Slavíkovic vlastnil roku 1557 také Bohuslavice. Tyto statky zůstaly do roku 1609 v majetku rodiny.
- Vilém Bítovský ze Slavíkovic kupuje r. 1580 Malenovice, které jeho dcera Anna zanechala r. 1637 svému druhému manželovi, Kryštofu Karlu Švábenskému ze Švábenic.

Od této doby jsou všechny zprávy o tomto rodě poměrně nejisté. Podle Schwoye zanikl na začátku minulého století.
Kromě rodu Bítovských z Bítova který pocházel z Čech, existoval moravský rod rodiny Bítovských, a to Bítovských ze Slavíkovic a Bítovských z Lichtemburka. Přes shodu jmen však nebyly příbuzensky spojeni. Jejich potomci žili na Moravě celá staletí a stali se slavnými rytíři.

### Erb
Bítovští ze Slavíkovic měli na červeném štítě stříbrné znamení v podobě hříče (navzájem spojených koňských pušťadel – nástrojů na pouštění žilou, používaných v té době v lékařství), mohli to být rovněž do trianglu uspořádané šípy uprostřed spojené kruhem. Klenotem jsou dva vztyčené stříbrné rohy, které svírají na několikanásobném pahorku jeden šíp (nebo pušťadlo) kulovitě. Přikryvadla červeno–stříbrná.

## Sídla a majetky v držení
- Vilémov (tvrz) + ves – od r. 1547–1604 Michal Záviš Bítovský ze Slavíkovic a Erazim Bítovský ze Slavíkovic, Jáchym Bítovský ze Slavíkovic prodal r. 1604 zboží Janu Staroveskému
- (část Bouzovského panství) vsi Hvozd, Ludmírov s dvorem, Dětkovice koupil je v r. 1564 od Jetřicha Podstatského z Prusinovic Jan Záviš Bitovský ze Slavíkovic, (majitel části panství Bělolhotského). Spojený statek dal pak svému synu Václavu ml. Bitovskému. Prodej však nebyl v zemských deskách zanesen, a proto sestry a dědičky prodej obnovily a panství zapsaly r. 1591 Mikuláši Kobylkovi z Kobylího, a to tvrz a ves Bílou Lhotu s dvorem a pivovarem, Řimice, Dolní Bouzov, Novosady s dvorem, mýtem podhradským, Hvozdečko, Ludmírov s dvorem, Hvozd, Otročkov, Dětkovice, Slavětín, Střemeníčko, Hrabí, Pateřín (za 22.300 tolarů).
- Malenovice (hrad) – (1573 – 1629) Vilém Bítovský ze Slavíkovic; (1629 – 1663) – Anna Veronika Bítovská, provdaná 1. Prakšická ze Zástřizl, 2. ze Švábenic. Po Tetourech z Tetova měli v držení hrad a okolní panství Bítovští ze Slavíkovic. Rytíř Vilém Bítovský se na hradě natrvalo usadil. Vyvinul velké úsilí, aby získal zpět části panství prodaného za tetourského úpadku. Podařilo se mu koupit zpět Tečovice, Lhotku a Louky. Manželství Viléma Bítovského s Marianou Křineckou z Rožnova bylo bezdětné. Proto když Vilém zemřel, připadly Malenovice jeho třem synovcům: Jáchymovi, Zikmundovi a Václavovi. Malenovice získal nejstarší Jáchym. Ten r. 1606 prodal Malenovice za 40 000 zlatých svému bratru Zikmundovi. Do Malenovic se zanedlouho opět vrací, ale nyní už jako poručník osiřelých potomků bratra Zikmunda. Veškeré dědictví nakonec připadlo Anně Veronice Bítovské, tedy Jáchymově neteři. Ta byla už od roku 1618 provdána za rytíře Adama Jiřího Prakšického ze Zástřizl.
- Doubravice (zámek) – původně tvrz, doložená rokem 1382 (majetek vladyků za Žeranovic) zpustla za husitských válek. Kolem roku 1450 vlastnil ves dle zemských desk Jan Bitovský ze Slavíkovic. Od r. 1492 pak drželi Doubravici rytíři Bítovští ze Slavíkovic.Jan Bítovský ze Slavíkovic (m. Kunka z Loděnic) měl dceru Annu a syny Záviše a Erazima. Posledně jmenovaný měl s manželkou Kateřinou z Oprostovic (okres Přerov) syna Záviše Bítovského ze S. (na Bílé Lhotě), který byl v letech 1504 – 1512 sudím a komorníkem menšího práva olomouckého. Ze svého trojího manželství měl dva syny-Michala na Doubravici a na Lhotě (Bílá Lhota), připomínaného r. 1531 a Václava Záviše na Doubravici, který zemřel r. 1525. V 1. polovině 16. století obnovili Bítovští za Slavíkovic renesanční tvrz, která tvoří jádro dnešního zámku v Doubravici. Od r. 1547 sídlil na doubravické tvrzi Václav Záviš starší Bítovský ze Slavíkovic (†1553). Ten měl se svou manželkou Eliškou Prakšickou ze Zástřízl čtyři syny: Jana Záviše, Hynka, Viléma a Václava. Eliška přežila svého manžela, zemřela r. 1568 a je pohřbena v Moravičanech. Po ní zdědil majetky na Doubravici a Lhotě (Bílá Lhota) jejich syn Jan Záviš Bítovský ze Slavíkovic. Ten měl s manželkou Kunkou Kobylkovou z Kobylího syna Václava mladšího Bítovského, pána na Lhotě a Střílkách. Na doubravické tvrzi sídlil jeho strýc Václav, který tam také 15. března 1582 zemřel. V letech 1583 – 1586 držel Doubravici Vilém Bítovský ze S. a po něm Hynek Bítovský ze S. Ten zanechal čtyři syny: Jáchyma, Zikmunda, Václava a Jana. Z nichž držel Doubravici od r. 1594 Jáchym Bítovský ze S.. Roku 1595 byly sjednány dílčí smlouvy o doubravickém panství přičemž Zikmund Bítovský ze S. obdržel Doubravici a krčmu v Suchdole. Zikmund se oženil r. 1597 se Zuzanou Pavlovskou z Pavlovic a držel Doubravici až do r. 1600. Od roku 1619 drželi Doubravici Zikmundovi potomci, z nichž Anna ze Zástřízl, rozená Bítovská ze Slavíkovic na Malenovicích a Loukách, prodala r. 1624 Doubravici s tvrzí, dvorem a další vesnice v majetku za 35100 zl. Kateřině Lvové z Rožmitálu, roz. Ulštorfalové z Němčího a na Žeranovicích.
- Krakovec (zámek) pův. tvrz – v r. 1539 koupil celé panství Michal Záviš Bítovský ze Slavíkovic. Po smrti Hynka Bítovského ze Slavíkovic (†1578) bylo celé panstvím prodáno poručníkem jeho dětí Vilémem Bítovským ze Slavíkovic (†1595) Janu ml. ze Zástřizl (za 18.350 zlatých moravských). Zápis o prodeji byl však proveden až 4.7.1609 za přítomnosti Jáchyma Bítovského ze Slavíkovic, syna zemřelého Hynka Bítovského ze Slavíkovic.K panství tehdy náleželo: Krakovec s tvrzí, dvorem a pivovarem, vsi Bohuslavice s kostelním podacím, Polomí, Rakůvka, Luká s kostelním podacím, Háčky. Nový majitel postavil v r. 1613 na místě staré tvrze nynější zámek.

## Příbuzenské svazky
Příbuzensky byly spojeni s pány ze Zástřizl, ze Žeravic, Švábenskými ze Švábenic, Zoubky ze Zdětína, Kobylky z Kobylího, ad.